# Осика (Міссісіпі)
Осика (англ. Osyka) — місто (англ. town) в США, в окрузі Пайк штату Міссісіпі. Населення — 381 особа (2020).

## Географія
Осика розташована за координатами 31°0′26″ пн. ш. 90°28′16″ зх. д. / 31.00722° пн. ш. 90.47111° зх. д. (31.007316, -90.471131).  За даними Бюро перепису населення США в 2010 році місто мало площу 2,76 км², з яких 2,74 км² — суходіл та 0,02 км² — водойми.

## Демографія
Згідно з переписом 2010 року, у місті мешкало 440 осіб у 189 домогосподарствах у складі 125 родин. Густота населення становила 159 осіб/км².  Було 232 помешкання (84/км²).
Расовий склад населення:
| - 50,0 % — білих - 48,6 % — чорних або афроамериканців - 1,1 % — осіб інших рас |

До двох чи більше рас належало 0,2 %. Частка іспаномовних становила 2,5 % від усіх жителів.
За віковим діапазоном населення розподілялося таким чином: 26,1 % — особи молодші 18 років, 54,8 % — особи у віці 18—64 років, 19,1 % — особи у віці 65 років та старші. Медіана віку мешканця становила 43,5 року. На 100 осіб жіночої статі у місті припадало 93,8 чоловіків;  на 100 жінок у віці від 18 років та старших — 83,6 чоловіків також старших 18 років.
Середній дохід на одне домашнє господарство  становив 39 567 доларів США (медіана — 23 977), а середній дохід на одну сім'ю — 50 472 долари (медіана — 38 500). За межею бідності перебувало 24,6 % осіб, у тому числі 18,8 % дітей у віці до 18 років та 13,2 % осіб у віці 65 років та старших.
Цивільне працевлаштоване населення становило 136 осіб. Основні галузі зайнятості: мистецтво, розваги та відпочинок — 27,2 %, освіта, охорона здоров'я та соціальна допомога — 19,1 %, роздрібна торгівля — 16,9 %.